# ليليانا باكيتش
ليليانا باكيتش (بالصربية: Љиљана Бакић) هي مهندسة معمارية صربية وُلدت عام 1939م قامت بتصميم العديد من المباني في وطنها وفي الخارج. عملت بمفردها ومع زوجها المهندس المعماري دراغولجوب باكيتش. وهي أيضًا مؤلفة وكاتبة للعديد من المقالات.

## بداية حياتها
وُلدت ليليانا فوكوفيتش في بلغراد ودرست الهندسة المعمارية في جامعة بلغراد من عام 1957 إلى 1962. تزوجت ليليانا بعد التخرج من المهندس المعماري وشريكها دراغولجوب باكيتش وعاشا مع ابنتيهما في منزل صمماه سويًا في حي فيشنجيكا في بلغراد.

## الحياة المهنية

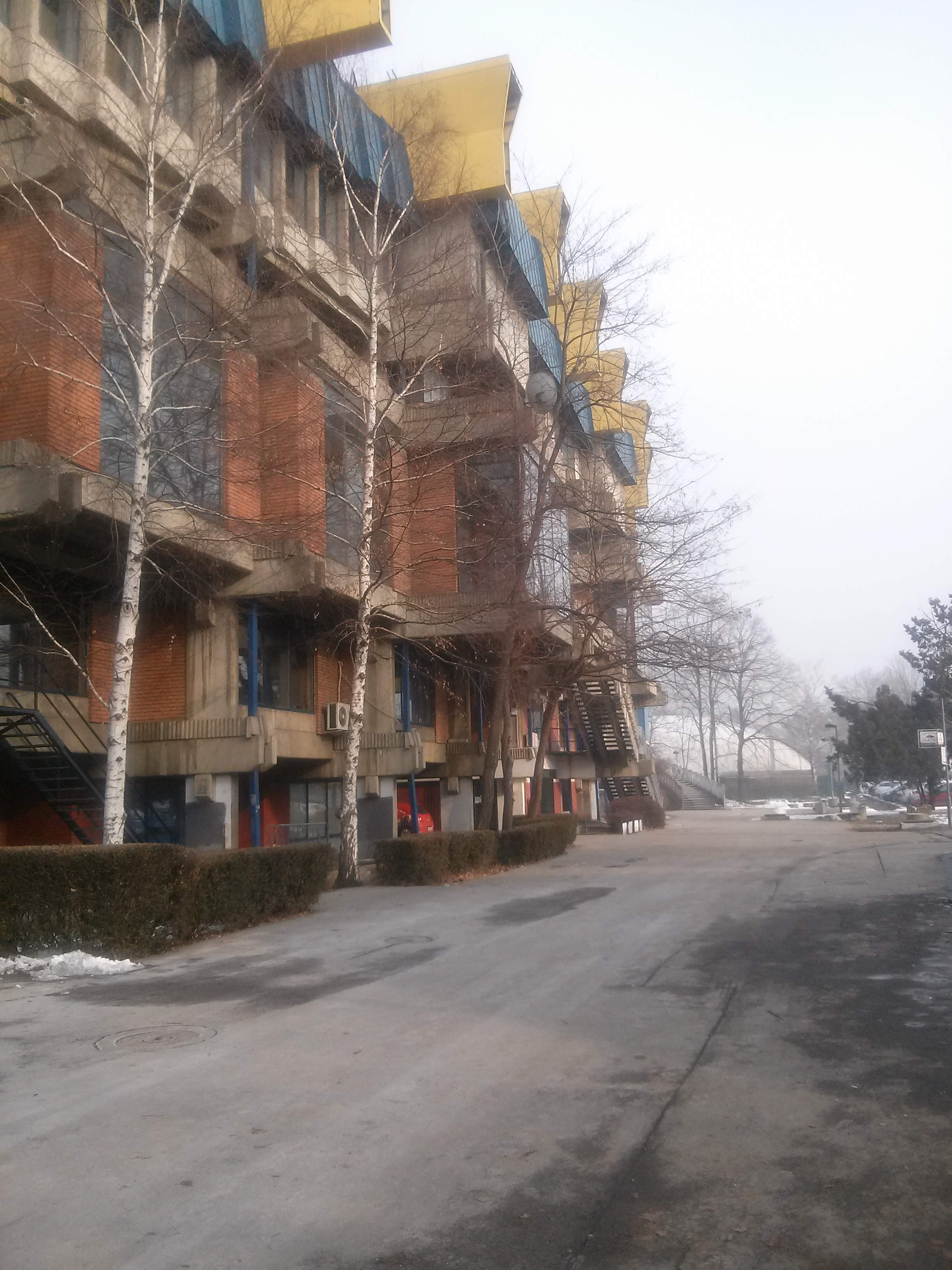
قاعة ألكسندر نيكوليتش

عملت باكيتش لأول مرة في شركة محلية  تُسمي «عمارة الحدائق» من عام 1964 إلى عام 1965. فيما بعد سافرت ليليانا مع زوجها دراغولجوب إلى الكويت حيث قام بتصميم المباني السكنية لشركة  «انرجوبروجكت» اليوغوسلافية. عملت أثناء وجودها في الكويت في شركة محلية تُدعي «بريك ومروان كالو للاستشارات الهندسية». غادر الزوجان الكويت في عام 1966 وتوقفت باكيتش عن العمل من أجل تكوين أسرة. عادت باكيتش إلى العمل مع زوجها بعد عدة سنوات حيث عُينت عن طريق كبير المهندسين المعماريين ميليكا ستريتش في شركة «انرجوبروجكت» من عام 1970 حتى عام 2001. عمل الزوجان معًا في فنلندا حيث أتقنا أسلوبهما العصري الحديث في استوديو ألفار آلتو في عام 1970.
اشتهرت باكيتش بعملها في قاعة بايونير الرياضية، وهو مبنى متعدد الوظائف قامت بتصميمه مع زوجها  في عام 1973. تعتبر هذه القاعة ثاني أكبر ساحة في بلغراد حيث يوجد بها ما يقرب من 6000 مقعد. يتكون المبني من صالة رياضية ومسبح ومضمار. غُيرت اسم القاعة فيما بعد إلى قاعة ألكسندر نيكوليتش في عام 2016، وتم بناؤها على طراز أحدث. يتميز المبنى بشرفات وأسقف متعددة الطبقات تتخللها العديد من النوافذ التي تسمح بدخول الضوء الطبيعي.
عملت باكيتش بمفردها في تصميم «معهد إعادة التأهيل من أمراض الرئة غير المحددة» في سوكو بانيا من عام 1974 إلى عام 1975 حيث بنيت المرفق مع وضع احتياجات المرضى في الاعتبار. وفقًا لباكيتش، «العمارة هي ظاهرة اجتماعية. لا نخدع بتفاصيل مختلفة، لكن نفكر بمن يستخدمها».
بنى فريق عمل ليليانا وزوجها بعد فترة قصيرة مجمعين سكنيين في أحياء بلغراد نوفا جالينيكا وفيشنجيكا بانيا. تشبه المجمعات السكنية التي قاموا بتصميمها بأسطحها المنحدرة وألوانها الدافئة القرى الجبلية لأن التصميمات مستوحاة من التضاريس الجبلية ومعرفة الزوجين بالعمارة الفنلندية. لم ينتهى من المرحلة الثانية من المشروع والتي تضمنت مدارس ومرافق أخرى في حين شيدت المنازل فقط. وفقًا لما ذكرته باكيتش بأنه «لم يكن هناك تمويل لمثل هذه المشروعات ولا حتى أثناء نظام الاشتراكية حيث ظلت جميع العقارات دائمًا غير مكتملة البناء والتشطيب. يمكنك فقط ترتيب 500، 600، 700، 800 مسكن وكان هذا كل شيء. وأينما ستشتري الخبز والحليب أينما سيذهب أطفالك إلى المدرسة وظلت المجمعات كذلك دون  تغيير».
قام الزوجان ببناء العديد من المباني في زيمبابوي بالإضافة إلى العمل في اليابان وسويسرا وبولندا وفنزويلا. قامت باكيتش وزوجها في عام 1982 بتصميم مركز المؤتمرات وفندق شيراتون في هراري عاصمة زيمبابوي. وحدد الهيكل الإنشائي لمركز المؤتمرات من خلال تكرار الأشكال، وهو نمط التصميم الذي اشتهر به الزوجان. عمل الزوجان أثناء ذلك الوقت بمكتب في هراري  من عام 1994 إلى عام 2001.
باكيتش أيضًا عضوة  في أكاديمية المهندسين المعماريين في صربيا. بجانب عملها بالتصميم كانت أيضًا كاتبة ونشرت كتاب بعنوان "The Anatomy of B&B Architecture"، وهي دراسة تفصيلية عن حياتها المهنية هي وزوجها وعن العناصر الاجتماعية والسياسية التي أثرت في أعمالهما المعمارية.  كتبت ليليانا أيضًا مقالات حول الهندسة المعمارية للمجلات المتخصصة ووسائل الإعلام المحلية.

## الجوائز والأوسمة
مُنحت باكيتش وزوجها في عام 1974  «الجائزة الكبرى لصالون بلغراد للهندسة المعمارية» لتصميمهما قاعة بايونير الرياضية. وبعد أربع سنوات حصلوا على  نفس الجائزة مرة أخرى عن تصميم حلبة التزلج على الجليد المجاورة للساحة الرياضية.
حصلت باكيتش علي جائزة الإنجاز مدى الحياة من المهندسين المعماريين في جمعية صربيا في عام 1994 وحاز كتابها "The Anatomy of B&B Architecture" على جائزة «رانكو رادوفيتش» من «جمعية الفنانين التطبيقيين والمصممين في صربيا» في عام 2013.
كانت باكيتش واحدة من 100 مهندسة معمارية معترف بها في مجلد نشره الاتحاد الأوروبي في عام 2018. الكتاب بعنوان مومووو 100 ورقة في 100 عام: المرأة الأوروبية في العمارة والتصميم (1918-2018)".